# Antonin Fantosati
Antonin Fantosati (Trevi, 16 octobre 1842 - Hengyang, 7 juillet 1900) est un franciscain réformé italien, martyr en Chine en 1900, et reconnu saint par l'Église catholique. 

## Biographie
Né en 1842 dans une famille profondément chrétienne et pieuse, dans la petite bourgade de Santa Maria in Valle appartenant à la commune de Trevi, Antoine (son nom de baptême) Fantosati est de constitution fragile et de nature timide et poursuit ses études chez les franciscains du couvent de S. Martino. Il y devient enfant de chœur. Il demande avec l'accord de ses parents son admission à 16 ans au couvent de la Spineta de Todi et prend le nom de religion d'Antonin.
Après une année de noviciat, il est envoyé à Spolète continuer ses études et il y fait sa profession solennelle le 28 juillet 1862.
Il poursuit ses études à Rome avant d'être ordonné prêtre le 13 juin 1865 à l'âge de vingt-trois ans. Il est envoyé en 1867 comme missionnaire en Chine par le ministre général des franciscains qu'il avait rencontré. Il embarque à Marseille avec huit autres franciscains dont Élie Facchini, futur martyr, guidés par Zanoli, le vicaire apostolique du Hupé, venu chercher en Europe de futurs collaborateurs.
Après soixante-six jours de voyage, il arrive à Wuhan, capitale du Hubei et résidence des missionnaires. Il est envoyé avec un confrère dans le Haut Hubei où pendant sept années les deux franciscains vont mener un travail apostolique difficile et souvent périlleux, mais fructueux, auprès des petites communautés catholiques disséminées. Ensuite, il est nommé à Laohekou, port fluvial au bord du Han. Il parvient  avec délicatesse et tact à s'insérer dans la société chinoise locale, alors que la ville comme tant d'autres en Chine est minée par l'usage de l'opium, l'oppression des plus faibles, l'infanticide des filles, et tant d'autres vices. 
En 1870-1871, il devient vicaire général du nouveau vicaire apostolique du Haut Hupeh, Beli. En 1878, la province est frappée par la disette et par une épidémie de peste, faisant des centaines de milliers de victimes dans le pays. Beli en meurt le 2 mai 1878. 
Le père Fantosati est nommé administrateur apostolique du Haut-Hupeh le 22 juin 1878. Il organise aussitôt un orphelinat et obtient des secours financiers d'Europe pour les soins et la distribution alimentaire. Il tombe malade, mais réussit à guérir. Le résultat c'est l'acceptation de la part des autorités civiles de son action, même si la conversion de quatre-vingt-dix familles n'était pas vue d'un bon œil de leur part.
En 1880, le nouveau vicaire apostolique du Haut Hupé est nommé en la personne de Banci. il fait ériger une grande cathédrale de 30 mètres de haut, remplaçant la petite chapelle dédiée au Sacré-Cœur devenue insuffisante.
En 1888, Antonin Fantosati retourne se reposer en Italie pendant plusieurs mois, faisant différents pèlerinages dans son pays et en Terre sainte sur le chemin de retour en juin 1889. Il est nommé le 5 avril 1892 par le Saint-Siège vicaire apostolique du Hunan méridional, vaste province de 21 millions d'habitants. Il est sacré le 11 novembre suivant évêque in partibus d'Adran par Banci. Il s'établit à Hoang Chia-Wan (aujourd'hui Changsha), et va passer les sept dernières années de sa vie à parcourir les différents postes de la mission, risquant sa vie et accusé faussement plusieurs fois par des autorités judiciaires corrompues.
Le 3 juillet 1900, les Boxers appuyés par des ordres impériaux commencent la chasse aux Européens et aux chrétiens, détruisant leurs œuvres dans tout le pays. Dans la région, c'est l'église protestante de Hoang Chia-Wan qui est détruite la première, le lendemain c'est au tour de la maison d'Antonin Fantosati, puis l'orphelinat est assailli et démoli, tandis que des maisons de chrétiens sont incendiées. Le père franciscain Céside Giacomantonio, âgé de vingt-six ans, est brûlé vif dans son poste de Hengchow (aujourd'hui Hengyang). Informé de la situation et absent de la ville car il se trouvait à San Mu-Tsiao pour superviser la reconstruction de l'église détruite par les païens l'année précédente, Fantosati décide de se rendre en bateau à Hengchow porter secours au père Giacomantonio, qu'il ne savait pas encore mort. Il arrive le 7 juillet. Il est alors violemment battu en abordant la berge de la rivière Xiang à coup de bâtons par la foule avec son compagnon, le père Joseph Marie Gambaro, âgé de trente ans, qui meurt au bout de vingt minutes sous les coups, et lui-même au bout de deux heures après d'horribles sévices.
Une relique d'os de saint Antonin Fantosati est transmise en 1957 par le bienheureux Gabriel Allegra au couvent S. Martino de Trevi où elle est toujours vénérée.

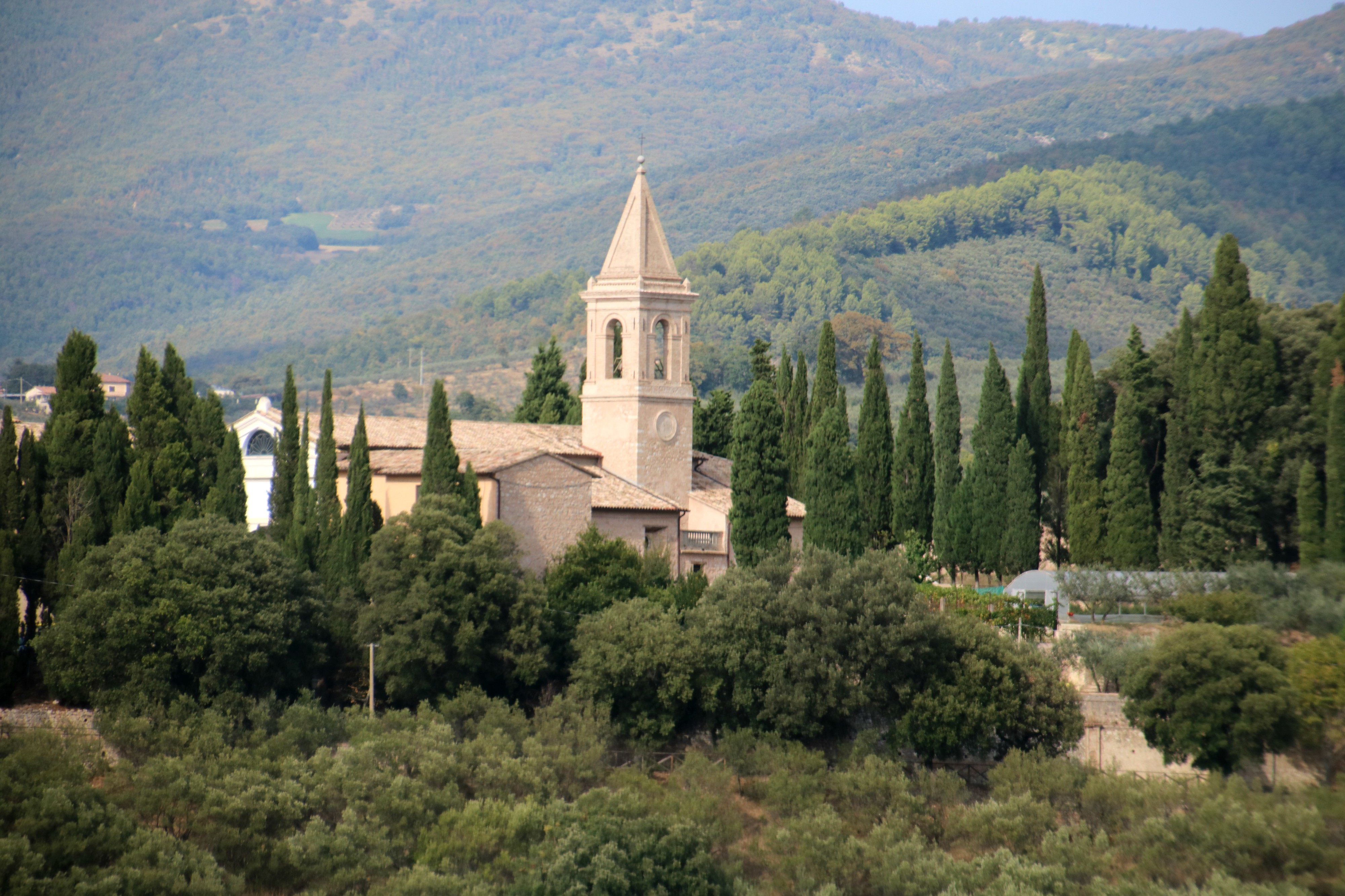
Le couvent San Martino à Trevi où est déposé une relique de saint Antonin Fantosati.

## Culte
Béatifié par le pape Pie XII le  24 novembre 1946 parmi un groupe de vingt-neuf martyrs de la révolte des Boxers (3 évêques, 4 prêtres, 1 frère - tous franciscains - 7 sœurs franciscaines missionnaires de Marie, 5 séminaristes chinois et 9 collaborateurs laïcs chinois), il fut canonisé par l’Église catholique le 1 octobre 2000 à la basilique Saint-Pierre de Rome par le pape Jean-Paul II, cent ans après sa mort avec un groupe de 119 autres martyrs de Chine. Antonin Fantosati est fêté liturgiquement le 7 juillet, jour de sa mort, et le 9 du même mois avec le groupe des martyrs.

### Article lié
- 120 martyrs de Chine